# Prix John-Savio
Pour les articles homonymes, voir Savio.
Le prix John Savio (en norvégien : John Savio-prisen), anciennement bourse John Savio, est un prix artistique norvégien décerné tous les deux ans à un artiste d'origine et d'identité sâme qui s'est distingué dans le monde de l'art en Norvège.  

## Présentation
Le prix est décerné par le Bildende Kunstneres Hjelpefond, conjointement avec l'association des artistes sami et le musée d'art du Nord-Norge. La bourse annuelle John-Savio a été créée en 1985 et a été remplacée en 2015 par le prix John-Savio, décerné tous les deux ans et doté d'un prix de 150 000 NOK. Le lauréat est nommé par un jury composé de trois personnes, deux nommées par l'Association des artistes samis et une par le musée d'art du Nord-Norge. 
Le prix porte le nom de l'artiste sami John Savio (en). 

## Récipiendaires de la bourse John-Savio
- 1985 : Synnøve Persen
- 1986 : Hans Ragnar Mathisen
- 1987 : Synnøve Persen
- 1988 : Ingunn Utsi
- 1989 : Anne Lise Josefsen
- 1990 : Anne Lise Josefsen
- 1991 : pas de prix attribué
- 1992 : Trygve Lund Guttormsen
- 1993 : Marit Zahl
- 1994 : Inga Nordsletta Pedersen
- 1995 : Bjørg Monsen
- 1996 : Mathis Nango
- 1997 : Asbjørn Forsøget
- 1998 : Arnold Johansen
- 1999 : Johanne Losoa Larsen
- 2000 : Aino Hivand
- 2001 : Geir Tore Holm
- 2002 : Bente Geving
- 2003 : Alf Salo
- 2004 : Odd Sivertsen
- 2005 : Josef Halse
- 2006 : Hilde Skancke Pedersen
- 2007 : Inga Nordsletta Pedersen
- 2008 : Viggo Pedersen
- 2009 : Ingunn Utsi
- 2010 : Hanne Grete Einarsen
- 2011 : Aage Gaup
- 2012 : Britta Marakatt-Labba
- 2013 : Lena Stenberg
- 2014 : Inger Blix Kvammen

## Récipiendaires du prix John-Savio
- 2015 : Geir Tore Holm
- 2017 : Britta Marakatt-Labba[1]
- 2019 : Aage Gaup
- 2021 : Hans Ragnar Mathisen[2]
- 2023 : Ingunn Utsi[3]
- 2025 : Synnøve Persen[4]